# Roscos de vino

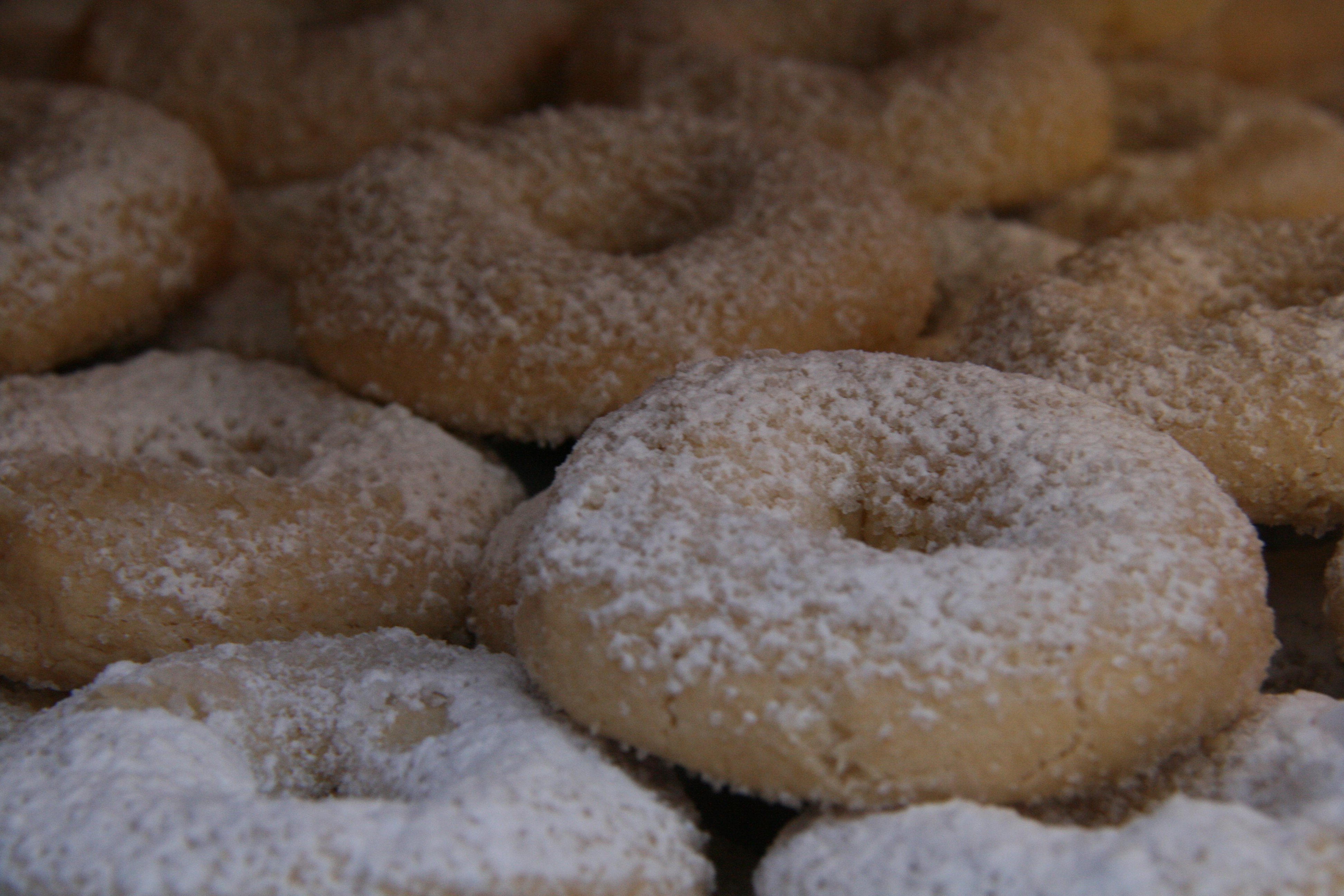
Roscos de vino en una pastelería de Madrid.

Los roscos de vino son unos dulces típicos de Navidad en forma de rosquilla, es decir, redondos con un agujero en el medio. Se denominan así por participar en la masa una cierta cantidad de vino. Se trata de una rosquilla muy típica en la cocina española, especialmente en La Mancha. y en la Provincia de Málaga.

## Características
Se elaboran con harina, vino, azúcar, aceite de oliva, ralladura de limón, ajonjolí y aguardiente. Se recubren con azúcar glas.